# Sarah Choate Searsová

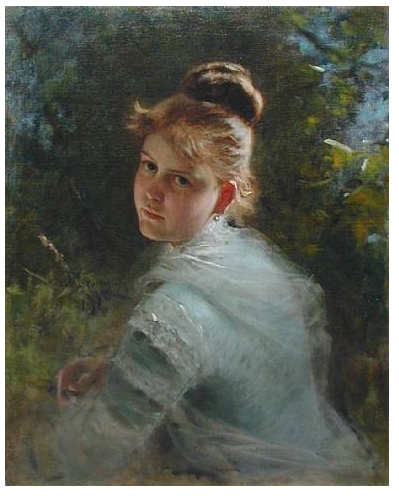
Sarah Choate Searsová na obrazu od Michela Gordigianiho, 1878

Sarah Choate Searsová (nepřechýleně Sears; 5. května 1858 Cambridge – 25. září 1935 Gouldsboro) byla americká patronka a sběratelka umění, malířka, umělkyně a portrétní fotografka působící na počátku 20. století. Byla známá fotografiemi mnoha významných postav své doby, ale její specializace byly také květiny. Byla členkou spolku Fotosecese, kruhu vysoce kreativních a vlivných fotografů, jejichž úsilí pomohlo vynést fotografii na úroveň umělecké formy.

## Život
Narodila se 5. května 1858 jako Sarah Carlisle Choate v Cambridge v Massachusetts Charlesi Francisovi a Elizabetě Carlisle Choateové. Její rodina byla jednou z bostonských bráhmanů, velmi prominentní třídy kulturní společnosti v Nové Anglii.
V roce 1876 studovala malbu na umělecké škole Cowles v Bostonu a později navštěvovala kurzy v muzeu výtvarných umění o několik bloků dál.
V roce 1877 (nebo 1881) se provdala za realitního magnáta Joshua Montgomeryho Searse (1854–1905), jednoho z nejbohatších mužů v Bostonu. Kombinace její vlastní bohaté rodiny a majetku jejího nového manžela znamenalo, že jí zůstávalo hodně času na volnočasové aktivity.
Pokračovala ve svém studiu umění, vyhrála několik cen za své akvarely na Světové výstavě v Chicagu (1893), Světové výstavě v Paříži (1900), výstavě Pan American v Buffalu (1901) a na Louisiana Purchase Exposition v Saint Louis (1904).
Okolo roku 1890 začala objevovat obor fotografie a brzy se účastnila místních fotografický salónů. Členkou Boston Camera Clubu se stala v roce 1892 a její krásné portréty a zátiší upoutaly pozornost kolegy bostonského fotografa Freda Hollanda Daye. Brzy její práce získala mezinárodní pozornost.
Zároveň sama projevovala zájem o dění ve fotografii, se svým manželem pozývali některé z nejvýznamnějších kulturních a uměleckých postav do Bostonu. Často organizovali soukromá symfonická představení mnoha mezinárodních skladatelů a interpretů, včetně Ignacy Paderewski, Sergej Kusevickij nebo Nellie Melba.
V roce 1899 byla pozvána na one-woman show Boston Camera Clubu a v roce 1900 měla několik fotografií na slavné výstavě Benjaminy Johnsonové v Paříži.
Na začátku 20. století se setkala s americkou impresionistkou Mary Cassattovou a vzniklo doživotní přátelství těchto dvou žen. Během stejného období byla zvolena členkou prestižního fotografického sdružení Linked Ring v Londýně a Fotosecese Alfreda Stieglitze v New Yorku a publikovala v jejich časopisu Camera Work. V roce 1901 F. Holland Day zařadil pět jejích fotografií do národní výstavy New American Photography, která cestovala do Londýna a Paříže.
V 1904 přestala pracovat, aby mohla pečovat o svého churavějícího manžela. Rok po jeho smrti se věnovala řízení rodinných financí. Pak cestovala po celé Evropě s Cassatt a Gertrude Stein, při které shromažďovala a sbírala umění a žila velmi atraktivním životním stylem mezi umělci, hudebníky a spisovately. Na radu Cassatt začala brzy sbírat malby impresionistů Edgara Degase, Édouarda Maneta a dalších.
Její sbírka obsahovala Manetův velmi známý obraz Pouliční zpěvačka (Street Singer), který později darovala Bostonskému muzeu výtvarných umění.
Pod Stieglitzovým vedením shromažďovala modernistické malby Maurice Prendergasta, Arthura B. Daviese, Paula Cézanna, George Braqua a Henriho Matisse. Zajímala se obzvláště o Prendergasta, kterému zorganizovala jeho první výstavu v Bostonu a později mu platila studium v Evropě.
V roce 1907 byly dvě její fotografie zveřejněny v magazínu Camera Work, ale ona v té době již zájem o fotografii hodně ztratila. Po zbytek svého života malovala akvarely a fotografovala jen zřídkakdy.
Zemřela 25. září 1935 ve Gouldsboro v Maine.

## Galerie

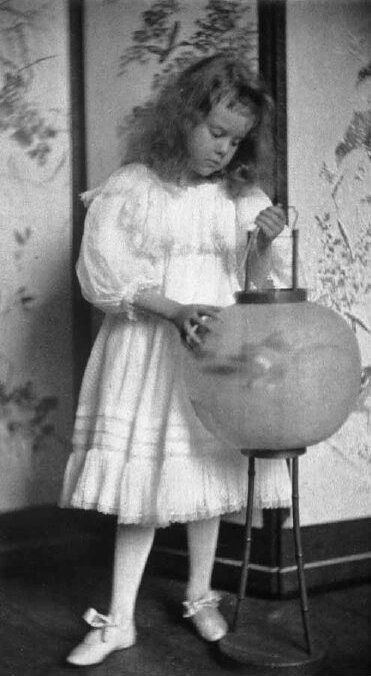
Sarah Choate Sears: Portrét Heleny Sears, dcery Sarah Sears, 1895
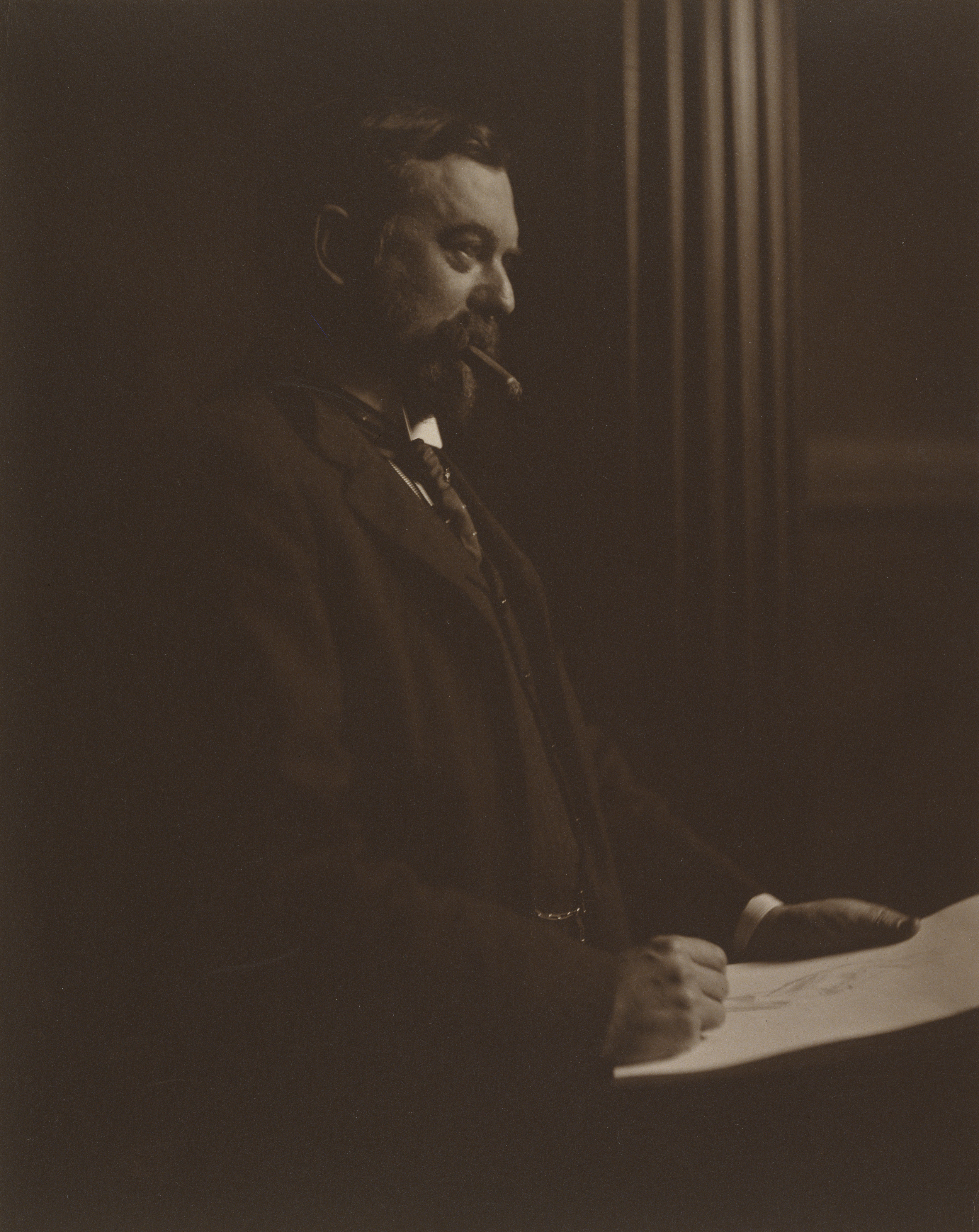
John Singer Sargent
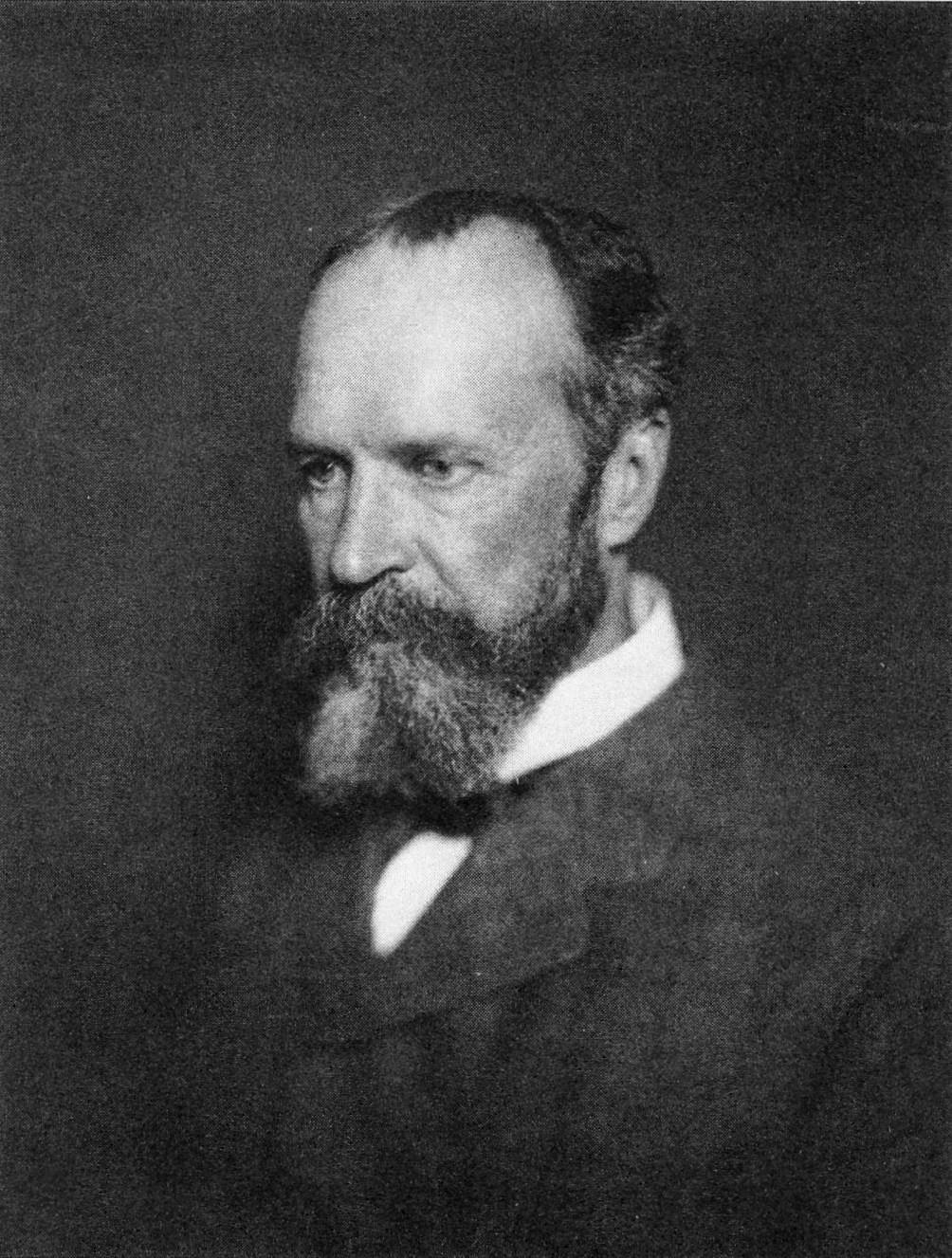
William James, 1890 - 1900
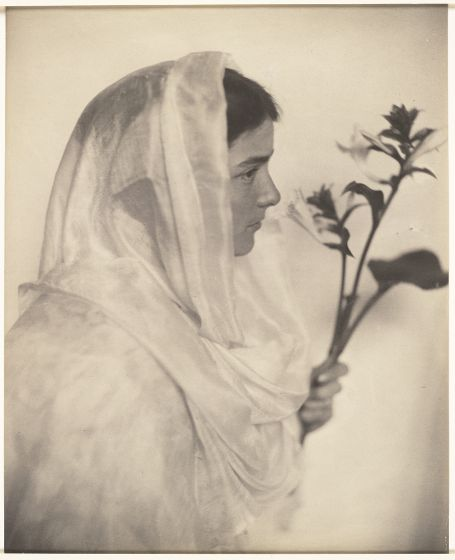
Mladá žena s liliemi
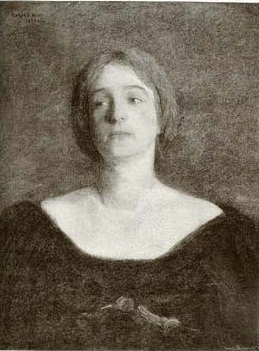
Ramona, španělská dívka